# The Gorgeous Hussy
The Gorgeous Hussy ist ein US-amerikanischer Spielfilm mit Joan Crawford und Robert Taylor unter der Regie von Clarence Brown. Die Handlung basiert sehr lose auf den Ereignissen rund um die Petticoat Affair, die die Präsidentschaft von Andrew Jackson ins Wanken brachte.

## Handlung
Die weitschweifige Handlung beginnt 1823 in Washington, D.C. Major O’Neal betreibt eine beliebte Schankwirtschaft, in der auch Mitglieder der Regierung und hochgestellte Persönlichkeiten verkehren. Eine der Attraktionen ist Peggy, die ebenso hübsche wie schlagfertige Wirtstochter. Ihr natürlicher Charme hat ihr die Freundschaft so bedeutender Männer wie Andrew Jackson, Daniel Webster und John Randolph, dem späteren Senator des Bundesstaates Virginia, eingetragen. Peggy hat sich insgeheim in Randolph verliebt, der in ihr jedoch nur ein hübsches Mädchen, jedoch keine gleichrangige Partnerin erblickt. Eines Tages kommt es zu einem Händel zwischen Randolph und Bow Timberlake, einem gutaussehenden Taugenichts. Peggy und Bow verlieben sich und heiraten, auch durch sanften Druck von Randolph. Bow stirbt jedoch schon kurz nach der Hochzeit. Die junge Witwe Peggy hat wenig Zeit zum Trauern. 1828 wird Andrew Jackson zum US-Präsidenten gewählt und seine kurz vorher verschiedene Ehefrau Rachel hat Peggy auf dem Sterbebett das Versprechen abgenommen, sich um den Präsidenten zu kümmern. Die klatschsüchtige Gesellschaft beginnt bald über die tatsächliche Natur ihrer Beziehung zu tuscheln und böse Gerüchte über eine Liaison machen die Runde.
Peggy trifft auf einem offiziellen Empfang wieder auf John, doch der sich verschärfende Konflikt zwischen den Südstaaten und der Zentralregierung verhindert die Ehe zwischen den Liebenden. Peggy verzichtet großmütig auf John, der einige Monate später angeschossen wird und schließlich in den Armen von Peggy stirbt. Nach einigen weiteren Verwicklungen findet Peggy schließlich Glück in den Armen von John Eaton. Beide gehen als Botschafterpaar nach Spanien, weit weg von der intriganten Gesellschaft in Washington.

## Hintergrund
Die Geschichte der Schankwirtstochter Peggy O’Neil, die durch ihre, angeblich stets platonische, Freundschaft zu Andrew Jackson Zugang zu den höchsten Regierungskreisen bekam, sollte zunächst 1934 von RKO mit Katharine Hepburn verfilmt werden. Schließlich kaufte MGM das Drehbuch, das auf der gleichnamigen Erzählung von Samuel Hopkins Adams basiert, als mögliches Vehikel für Jean Harlow und Brian Aherne. Als der Film schließlich in Produktion ging, blieb von den historisch belegten Geschehnissen der sogenannten Petticoat Affair kaum noch etwas erhalten. Bestimmte Tatsachen wurden einfach unterschlagen: Bow Timberlake beging tatsächlich Selbstmord und John Eaton wurde aufgrund der Ehe mit Peggy zum Rücktritt aus dem Kabinett gezwungen. Stattdessen fokussierte sich das Drehbuch auf die ausführliche Schilderung von allerlei – frei erfundenem – Liebesleid.
Für Joan Crawford, die in den letzten Tagen des Stummfilms in Flapperrollen wie Our Dancing Daughters zu Ruhm gelangt war, sollte The Gorgeous Hussy ein Schritt in Richtung dramatischer Schauspielerin werden. Auf Anraten ihres zweiten Ehemanns Franchot Tone war Crawford zunehmend bestrebt, intellektuell anspruchsvolle Rollen zu spielen. Nach einigen Erfahrungen im Radio mit Adaptionen von Klassikern wie Nora oder Ein Puppenheim, verlangte sie vom Studio die Rolle in einem Kostümdrama. Filme über historische Persönlichkeiten galten seit Aufkommen des Tonfilms als echte Herausforderung für jeden Schauspieler von Format und die Mitwirkung war mit viel Prestige verbunden. Manche Schauspieler wie George Arliss und Paul Muni hatten fast ihre ganze Karriere in aufwändig produzierten Biographien zugebracht. Gegen den Rat ihrer Freunde, darunter auch David O. Selznick, die meinten, sie sei in Krinoline und Korsett schlicht fehlbesetzt und viel besser in modernen Sujets aufgehoben, übernahm sie am Ende die Rolle der Peggy.
The Gorgeous Hussy wurde mit erheblichem Aufwand produziert. Gilbert Adrian entwarf einige seiner opulentesten Kostüme, die sich allerdings nur vage an der tatsächlichen Damenmode der Zeit orientierten. Um den Erwartungen der – überwiegend – weiblichen Fans zu genügen, erscheint Joan Crawford, auch als arme Wirtstochter ohne eigenes Einkommen, in jeder Szene in einem neuen, aufwändigen Kleid mit passender Frisur. Die von den Fans verlangten romantischen Verwicklungen brachten es mit sich, dass insgesamt 5 männliche Co-Stars an der Seite von Crawford agieren. Der Film kam 1936 in Österreich unter dem Titel Karriere in den Verleih.
Die Schauspielerin bereute in späteren Jahren die Mitwirkung an dem Film.

„Ich wollte unbedingt Hussy drehen, wie ein verdammter Idiot, und ich habe es gemacht. Historische Romanzen waren einfach nichts für mich. Ein neuer Schauspieler namens Robert Taylor machten einen guten Job, Franchot Tone und Melvyn Douglas und ein anderer Neuling namens James Stewart waren ebenfalls gut, aber ich war absolut fehlbesetzt. Ich denke, das war der Ursprung für den Ausdruck ‚Glaubwürdigkeitslücke‘.“

## Kinoauswertung
Der Film kam am 28. August 1936 in den nationalen Verleih. Vergleichsweise hohe Kosten von insgesamt 1.119.000 US-Dollar machten aus The Gorgeous Hussy eine Prestigeproduktion. Der Film war, entgegen der weitverbreiteten Meinung, an der Kinokasse sehr erfolgreich und spielte in den USA mit 1.458.000 US-Dollar eine hohe Summe ein, was ein Indiz für die unverändert hohe große Popularität von Joan Crawford bei ihren Fans war. Mit den Auslandseinnahmen von 651.000 US-Dollar und einem kumulierten Gesamtergebnis von 2.019.000 US-Dollar erwies sich The Gorgeous Hussy als einer der erfolgreichsten Film von Crawford. Am Ende konnte das Studio aufgrund der hohen Kosten nur einen Gewinn von 116.000 US-Dollar realisieren, was dem niedrigsten Wert für einen Crawford-Film seit Rain von 1932 entsprach.

## Kritiken
Die Kritiker beurteilten Film einhellig als langweilig, fade und banal. Joan Crawford wurde heftig kritisiert, eine Rolle übernommen zu haben, für die sie von ihrer Persönlichkeit her völlig ungeeignet sei. Auch wurde bemängelt, dass dem Anspruch der Fans nach Glamour die historische Glaubwürdigkeit geopfert werden würde.
Frank Nugent schrieb in der New York Times spitzfindig:

„Was wir hier haben […] ist eine durch und durch romantisierte Biographie, in der Miss Crawford in der Tat großartig ist, aber niemals eine Hexe. Der einzige Vorwurf, den ihr die Damen der Washingtoner Gesellschaft machen könnten, liegt in ihrer Herkunft als Tochter eines Schankwirts. Süß, zurückhaltend, vertrauensvoll und von eher bescheidenem Einfluss auf Old Hickory […] ist Miss Crawfords Peggy eine unterdrückte Anne von Green Gables, eine verfolgte Pollyanna, eine missachtete Dolly Dimple.“

Howard Barnes in der New York Herald Tribune brachte die Bedenken auf den Punkt:

„Joan Crawford ist attraktiv, obwohl die historischen Kostüme nicht besonders gut mit ihrer ausgesprochen modernen Ausstrahlung harmonieren.“

## Auszeichnungen
Der Film erhielt auf der Oscarverleihung 1937 Nominierungen in den Kategorien
- Beste Nebendarstellerin – Beulah Bondi
- Beste Kamera – George Folsey